# خورخه والدراما
خورخه والدراما (اسپانیایی: Jorge Valderrama‎; ۱۲ دسامبر ۱۹۰۶ – دسامبر ۱۹۶۴) بازیکن فوتبال اهل بولیوی بود.
وی همچنین در تیم ملی فوتبال بولیوی بازی کرده‌است.